# Старе Муратово
Старе Мура́тово (рос. Старое Муратово, чув. Кивĕ Вĕренер) — присілок у складі Урмарського району Чувашії, Росія. Входить до складу Ковалинського сільського поселення.
Населення — 252 особи (2010; 290 у 2002).
Національний склад:
- чуваші — 98 %